# Kandévié Owodé
 Kandévié Owodé est un quartier situé dans le 4e arrondissement de la commune de Porto-Novo dans le département de l'Ouémé au sud-Est du Bénin.

## Histoire et Toponymie

### Histoire
Kandévié Owodé devient officiellement un quartier du 4e arrondissement de la commune de Porto-Novo à la suite de la loi n° 2015-01 du 06 mars 2015 modifiant et complétant la loi n° 2013-05 du 27 mai 2013 portant création, organisation, attribution et fonctionnement des unités administratives en république du Benin,.

## Population
Selon le recensement général de la population et de l'habitation de 2013 conduit par l'instiut national de la statistique et de l'analyse économique (INSAE), Kandévié Owodé compte 682 ménages et 3 061 habitants.